# Кадринська печера
Кадринська печера, Сумультинська-2 (рос. Кадринская, Сумультинская-2) — печера на Алтаї, Республіка Алтай, Росія.  Загальна протяжність — 53 м. Глибина печери — N/A м, амплітуда висот — 10 м; загальна площа — 91 м²; об'єм — 65 м³.  Печера відноситься до Центрально-Алтайської області Алтайської провінції Алтай-Саянської спелеологічної країни. Кадастровий номер 5044/8712-1.